# Prix prédateurs
Les prix prédateurs (ou prix d'éviction) sont le fait d'une entreprise qui pratique des prix de vente très bas en vue de protéger (situation défensive) ou d’étendre (situation offensive) sa part de marché au détriment de concurrents potentiels ou existants. Autrement dit, ces prix volontairement amoindris permettent à l'entreprise, selon Michael Porter, de faire face aux nouveaux arrivants attirés par les opportunités de développement futur du marché ou à la concurrence intra-sectorielle qui correspond aux concurrents déjà existants. Un prix prédateur signifie un prix de vente très bas, c'est-à-dire susceptible d'empêcher un concurrent présent ou un potentiel entrant d'être rentable. Ce qui revient à contraindre sinon réduire la concurrence dans un premier temps, afin de profiter par la suite des profits dans le cadre d'une position concurrentielle plus favorable (oligopole, position dominante, voire monopole).
Ces prix sont généralement pratiqués par de grandes entreprises en situation d'oligopole et de guerre de prix. Au lieu que ce dernier soit un moyen d'équilibre du marché (cas de la concurrence pure et parfaite), il devient une arme de guerre, chacune des entreprises allant produire en grande quantité et pratiquer un prix de vente inférieur à son prix de revient poussant les concurrents qui ont des moyens financiers limités à disparaitre et à accroître sa part de marché ou devenir l'unique vendeur.

## Enjeux
Depuis le début des années 2000, au moins deux raisons expliquent le regain d'intérêt porté aux comportements de prédation :
- De nombreux secteurs ont été libéralisés, privatisés et dérégulés : l'acteur historique dominant se trouve confronté à de nouveaux concurrents et peut être tenté - pour préserver tout ou partie de sa position - de pratiquer des stratégies fortement défensives sinon d’exclusion.
- Dans les économies développées
  - de nombreux secteurs sont polarisés par d’importants effets de réseau et de lock-in (enfermement propriétaire): sur ces marchés, les nouveaux entrants éprouvent de grandes difficultés à concurrencer les firmes en place.
  - de nombreux secteurs voient leur marchés saturés ou en voie de saturation : les programmes de plus en plus fréquents de « fidélisation » de la base clientèle contribuent à figer les parts de marché.

## Définition
La preuve objective d'une pratique de prix dits prédateurs n'est pas évidente à établir :
- Les coûts de production, calculés pour un bien ou un service donné, ne sont connus que de l'entreprise elle-même,
- Les modes de calcul des prix peuvent résulter de mouvements complexes (Méthodes comptables), multiples et pas toujours transparents (Coûts de cession...).
- Une réduction de prix peut découler de pratiques commerciales normales de promotion ou d'opérations de soldes.
- Hormis le cas de vente à perte, une réduction de prix profite au consommateur.
- L'intention de contraindre un concurrent à sortir du marché doit être prouvée.

Pour Richard Posner, le prix prédateur est « le prix calculé de telle sorte qu’il conduise à exclure du marché un concurrent au moins aussi efficace que l’agresseur ». La prédation ne fonctionne que si le prédateur arrive à maintenir le prix bas plus longtemps que ses concurrents c'est-à-dire jusqu’à leur élimination du marché. En cas d’arrivée de nouveaux entrants les prix bas doivent pouvoir être maintenus encore durant un certain temps. Pour être efficaces, les prix prédateurs doivent représenter une menace crédible pour tous les opérateurs (présents ou entrants) . Ils supposent donc une intention délibérée et organisée d’exclure (ou de contraindre) un concurrent. Soit une guerre d’usure fondée sur un arbitrage inter-temporel entre diminution du profit à court terme et perspective de profits élevés à plus long terme (rente de monopole).
Selon Massimo Motta, pratiquer un prix prédateur consiste pour une entreprise à fixer ses prix à un niveau sacrifiant les profits à court terme afin d’éliminer de la concurrence en vue d’obtenir des profits plus élevés à long terme.
Cette définition, différente de celle de Posner, pointe la nécessité de l'existence d'une perte à court terme et d’un pouvoir de marché réel et suffisant pour que le prédateur puisse par suite — une fois le concurrent évincé — élever ses prix de manière à augmenter son profit à long terme.

## Fonctionnement et analyse des prix prédateurs

### Analyse classique

#### Prémices
Les premières ébauches de théorie des prix prédateurs découlent de l’argument du « portefeuille bien rembourré » (long purse) également appelé « poche profonde » (deep pocket), développé notamment par C. Edwards. Il s’agit pour une grande entreprise d’écarter un petit concurrent du marché en menant une guerre des prix provoquant des pertes pour les deux firmes. À terme, la petite entreprise ayant des ressources limitées, n'est pas capable de supporter indéfiniment de telles pertes et doit abandonner le marché à son rival.

#### Critique de l’École de Chicago
Cette idée ne fait toutefois pas l’unanimité parmi les économistes (notamment au sein de l’École de Chicago) et a même été qualifiée de « mythe » par Ronald H. Koller en 1971.
John S. McGee a été le premier économiste à remettre en cause la pertinence d’une telle politique dans son étude « Predatory Price Cutting: The Standard Oil (N.J.) Case ». Il analyse le démantèlement de la Standard Oil Company de Rockefeller et en déduit les raisons pour lesquelles la prédation est peu viable et en conclut que les pratiques de Rockefeller ne relevaient pas en réalité de la prédation :
- Il s’agit d’une politique trop coûteuse et peu rationnelle ;
- Les opérations de fusion-acquisition sont moins coûteuses et permettent d’acquérir une position de monopole ;
- Les concurrents peuvent revenir sur le marché du fait de la préservation de leurs capacités de production ou de l’ouverture d’une ligne de crédit qui ne dépendrait pas de leurs performances à court terme.
- Les clients ont intérêt à aider la firme agressée pour ne pas se retrouver face à un monopole.

Des auteurs comme Selten (1978), Easterbrook (1981), Demestz (1982), et Bork (1993) sont allés dans le même sens. Ainsi, pour les tenants de l’École de Chicago, les comportements de prédation ne sont étayés par aucune argumentation solide et relèvent plutôt d’une intense activité de lobbying initiée par les firmes peu efficaces.

### Apports de la théorie des jeux
Face à ces critiques relatives au manque de rationalité des comportements de prédation, certains économistes ont essayé de construire des modèles de théorie des jeux réintroduisant ainsi la rationalité au cœur de la théorie de la prédation. On peut en effet considérer que des prix prédateurs peuvent devenir rationnels dès lors qu’il existe l’une des caractéristiques suivantes :
- Des barrières à l’entrée (les capacités de productions ne sont pas réutilisables car il est difficile pour la victime de retourner sur le marché après en être sorti) ;
- Une imperfection de l’information sur les raisons de la baisse de prix (prédation ou efficacité supérieure de la firme prédatrice) ;
- Une asymétrie financière entre les firmes (la prédation est plus coûteuse pour la proie que pour le prédateur).

Pour le cas des barrières à l’entrée, la situation est assez facile à comprendre. En effet, cette situation survient notamment lorsqu’on est en présence d’économie d’expérience (une entreprise qui arrête de produire durant une période puis reprend la production aura une fonction de coût supérieure à celle d’une firme qui ne s’est pas arrêtée) ou d’externalités de réseau avec concurrence des technologies.
Pour le cas de l’information imparfaite, de nombreux modèles ont été développés notamment par Salop & Shapiro (1982), Kreps & Wilson (1982), Scharfstein (1984) et Saloner (1987), tous à la suite de l’article fondateur de Milgrom & Roberts (1982) sur le « prix limite ». Dans tous ces modèles, la prédation change les croyances du rival sur la demande ou sur les coûts du prédateur. Kreps & Wilson montrent notamment qu’en présence d’une telle imperfection de l’information sur la nature du prédateur, ce dernier est en mesure de pratiquer une politique de prix prédateur au début du jeu pour acquérir une réputation de firme « dure ».
Enfin, en ce qui concerne l’asymétrie financière, on retrouve la problématique déjà évoquée du « portefeuille bien rembourré » qui oppose une firme prédatrice disposant d’importantes capacités financières à une proie aux ressources limitées. Toutefois, les modèles qui vont être alors développés, initialement par Telser (1966) puis notamment par Fudenberg & Tirole (1986) et Bolton & Scharfstein (1990), vont permettre de mieux comprendre l’origine de cette asymétrie en mettant en évidence le rôle de l’imperfection des marchés financiers et de la relation principal/agent qui existe entre une entreprise et ses créanciers.
Trois principaux types de modélisation rationnelle des prix prédateurs émergent de ce renouveau apporté par la théorie des jeux : les modèles de signal, de prédation par réputation et d’asymétrie financière.

#### Modèles de signal
Selon cette première logique, des prix bas révèlent par exemple que les coûts de l’entreprise sont eux-mêmes faibles, annonçant donc aux concurrents que l’entrée ou la survie sur le marché seront difficiles ou impossibles.
Les origines de tels modèles remontent à la notion de prix-limite introduite par Bain (1949) pour qui la firme en place a une incitation à baisser son prix parce qu’il existe une relation positive entre le prix avant l’entrée et la vitesse ou le degré d’entrée. Le prix dit limite correspond alors au prix maximum permettant cet effet dissuasif sur l’entrée. L’existence de cette relation entre le prix observé aujourd’hui et l’incitation à entrer ou rester sur le marché, c’est-à-dire le prix susceptible de s’établir dans le futur, a été la critique principale adressée à l’idée du prix-limite.

##### Modèle de Milgrom et Roberts
L’objet des modèles de signal est de rétablir cette intuition existant dans l’idée du prix-limite en la formalisant à l’aide des outils de la théorie des jeux. Milgrom et Roberts ont inauguré cette nouvelle approche à partir d’une idée non formalisée de Salop (1979). Leur analyse concerne les stratégies de dissuasion de l’entrée de nouveaux concurrents mais elle a été étendue à la prédation post-entrée notamment par Scharfstein (1984) et Roberts (1986).
La firme prédatrice bénéficie d’une asymétrie informationnelle en sa faveur : elle est la seule à connaître ses coûts de production. Elle va donc envoyer des signaux à ses concurrents actuels et potentiels afin de manipuler leurs croyances sur le niveau de ses coûts de production. Ces signaux peuvent donc être corrects ou faux. La pratique d’un prix faible correspond donc à la tentative d’envoyer un signal de faible rentabilité.
L’imperfection de l’information est centrale dans le modèle de Milgrom et Roberts. En effet, comme démontré par Friedman (1979), la pratique d’un prix-limite n’aurait aucun intérêt dans un monde d’information parfaite. Le nouvel entrant et la firme établie y connaîtraient intégralement les conditions de coût et de demande et les profits après entrée seraient donc totalement indépendants du prix pratiqué avant l’entrée.
- Hypothèses

Milgrom et Roberts formalisent donc un modèle de théorie des jeux en information incomplète dans lequel la pratique d’un prix-limite est susceptible d’émerger à l’équilibre.
Le modèle a deux périodes et deux firmes : la firme 1 en place est en situation de monopole à la période 1 et choisit le prix de première période p1. La firme 2, l’entrant, décide ensuite d’entrer ou non en seconde période.
Le coût de la firme 1 peut être bas (avec une proba x) ou élevé (avec une proba x-1). La firme 1 connaît son coût dès le début du jeu, la firme 2 ne connaît pas le coût de la firme 1. La décision d’entrer de la firme 2 est influencée par ce qu’elle croit être le coût de la firme 1. En information complète, elle entrerait si et seulement si le coût de la firme 1 était élevé. La firme 1 veut donc transmettre l’information selon laquelle elle a un coût bas mais elle n’a aucun moyen direct de le faire même si son coût est effectivement bas. Le moyen indirect à sa disposition est d’envoyer un signal en fixant un prix bas (et ce même si elle a un coût élevé).
Il n’est pas pour autant sûr que la firme 2 décidera de ne pas entrer en observant la pratique d’un tel prix bas par la firme 1. La réponse n’est pas claire parce qu’un entrant rationnel sait que l’intérêt de la firme établie est de « mentir ». Elle ne déduira donc pas forcément du signal d’un prix faible que le coût de la firme 1 est faible. En retour, la firme établie sait que l’entrant connaît son incitation à afficher un prix bas.
- Résultat

Deux types d’équilibres sont possibles dans un tel modèle : l’équilibre séparateur et l’équilibre mélangeant.
Dans un équilibre séparateur, la firme installée ne fixe pas le même prix lorsque son coût est fort et lorsqu’il est faible. Le prix de première période révèle alors complètement le coût de la firme 1 à l’entrant. Les résultats du modèle, tels que démontrés par Milgrom et Roberts, sont alors les suivants :
- L’entrée a lieu exactement dans les mêmes conditions que celles où elle aurait eu lieu lorsque l’information est symétrique.
- Même sans tromper l’entrant, la firme établie à coût faible a nécessairement une stratégie de prix-limite : elle serait prise pour une entreprise à coût élevé si elle ne sacrifiait pas ses profits à court terme pour signaler le niveau de son coût.
- Par conséquent, le bien être collectif est plus grand qu’en information symétrique en première période et inchangé en seconde période.

Dans un équilibre mélangeant, le prix de première période est indépendant du niveau de coût de la firme 1. L’entrant n’apprend alors rien sur le coût, et ses croyances a posteriori sont identiques à ses croyances a priori. Milgrom et Roberts démontrent alors que quelques-unes des conclusions tirées de l’examen de l’équilibre séparateur sont inversées :
- La firme établie manipule son prix de façon que l’information sur son coût ne soit pas révélée. Il y a moins d’entrée que si l’information était symétrique.
- La firme de coût faible choisit son prix de monopole ; la firme de coût élevé s’engage dans une stratégie de prix-limite pour dissuader l’entrée.
- Les conséquences sur le bien-être sont ambigües. Le bien-être de première période augmente car la firme de coût élevé réduit son prix mais il y a moins d’entrée ce qui diminue le bien être de seconde période

- Appréciation

Les implications d’un tel modèle sont ambivalentes. Il en ressort en effet que, si la stratégie de prix prédateur peut être choisie, elle n’est pas nécessairement dommageable pour le bien être économique collectif. Le concurrent potentiel ou actuel ne sera pas systématiquement trompé par la firme établie et la probabilité que la stratégie de prédation soit couronnée de succès n’est même pas nécessairement plus élevée que dans un monde d’information parfaite. Milgrom et Roberts eux-mêmes concluent que la pratique de prix-limite ne devrait pas être découragée puisqu’elle diminue le prix à court terme sans limiter à tous les coups la probabilité d’une nouvelle entrée sur le marché.

#### Prédation par réputation
Une deuxième logique expliquant le recours à des prix prédateurs dans le cadre de la théorie des jeux est la recherche d’une réputation d'agressivité vis-à-vis des entrants sur la base d’une information imparfaite. Ce modèle de prédation par réputation ne rend pas toujours nécessaire de vendre au-dessous du prix de revient dans la mesure où l’entreprise prédatrice peut baisser fortement son prix sur un marché A où elle dispose de coûts très faibles (donc sans vendre à perte). Elle se forge alors l’image d’une firme agressive qui lui profite également sur le marché B qui est le véritable marché de prédation.
Les prix prédateurs peuvent fonctionner seulement dans le cas d’une menace implicite et crédible de la firme dominante qui continue à pratiquer des prix bas, jusqu'à ce que ses concurrents quittent le marché. En outre, ils nécessitent de maintenir une situation monopolistique afin de récupérer les pertes endurées durant la première période. Si l’article de Milgrom et Roberts (1982) est représentatif de la question, une des principales études de la prédation par réputation est celle de Kreps et Wilson (1982), « Reputation and Imperfect Information » . Ils examinent un phénomène de prix prédateur par réputation en construisant un modèle de jeux répétés. Auparavant, Selten (1978), avec son paradoxe de la chaîne de magasins, et Scherer (1980), ont apporté leurs contributions, contradictoires, au sujet.

##### Modèle de Scherer
Dans la théorie de jeux, les agents sont rationnels et cherchent à maximiser leur profit ou leur utilité en fonction de leurs objectifs. Scherer (1980) a toutefois relevé un paradoxe : une entreprise peut faire un choix irrationnel dans le but de se construire une réputation d’agressivité.
Dans le modèle de Scherer, il y a une firme A qui crée la chaîne et vend un produit X ainsi que d'autres produits sur d'autres marchés. Une firme locale B entend vendre le produit X. A est donc confronté à un choix: combattre l’entrée de B quitte à sacrifier ses profits (1) ou s’accommoder de l’entrée de B (2). Selon le choix effectué, les profits sont les suivants :
| Stratégies                             | Paiements             |
| -------------------------------------- | --------------------- |
| B n'entre pas sur le marché            | (A ; B) = (2 ; 0)     |
| B entre sur le marché et A combat      | (A ; B) = (- 1 ; - 1) |
| B entre sur le marché et A s’accommode | (A ; B) = (1 ; 1)     |

La troisième stratégie est l'équilibre de Nash du jeu.
Si A possède une réputation d’agressivité, B n’entrera pas sur le marché. Cependant, étant donné que cette menace n’est pas implicite, B va entrer sur le marché et A choisira la stratégie optimale d’accommodation.
Cependant, si A détient une chaîne, elle risque de subir la concurrence d’autres firmes sur d’autres marchés géographiques ou sur d’autres produits. Pour éviter cette situation, la firme A peut avoir intérêt de combattre l’entrée de la firme B, même si ce choix n’est apparemment pas rationnel. Il existe donc une possibilité de pratiquer les prix prédateurs pour se créer une réputation d’agressivité.

##### Paradoxe de la chaîne de magasins
Selten (1978) est arrivé à une conclusion inverse selon laquelle se battre n’est pas rationnel dans des jeux répétés finis. En effet, au dernier coup, il n’y a plus de coup d’après, on est dans la même situation que dans un jeu unique. Il n’y a donc plus de place pour la recherche d’une réputation d’agressivité. La firme du dernier marché va donc choisir d’entrer et la firme A choisira de s’en accommoder. Ensuite, dans l'avant-dernier marché, la stratégie du dernier marché étant connue à coup sûr, une firme concurrente entrera également En raisonnant par rétroduction, on réalise que à chaque coup n-1, il n’y a pas de menace de prédation au nème coût et ce jusqu’au début du jeu. La firme B entre donc sur le marché et la firme A choisit de s’en accommoder. Par rapport aux conclusions de Scherer, cette solution est donc paradoxale mais s’explique par le fait que Selten se place dans le cas particulier de jeux répétés finis.

##### Modèle de Kreps et Wilson
Kreps et Wilson (1982) ont introduit un niveau d’incertitude pour examiner la possibilité de se créer une réputation d’agressivité par la pratique de prix prédateurs.
Leur modèle oppose deux firmes en situation de monopole : une firme faible et une firme forte. Pour le monopole faible, le choix de s’accommoder de l’entrée d’une firme concurrente est plus rationnel car la combattre n’est pas rentable. Par contre, le monopole fort combattra toujours l’entrée. Au début du jeu, les futurs entrants ne connaissent pas le type de monopole auquel ils sont confrontés et donc le comportement à en attendre. Kreps and Wilson (1980) ont donc démontrée que le monopole faible doit aussi combattre au premier jeu pour se créer une réputation d’agressivité et faire croire à l’entrant qu’elle est une firme forte.

#### Modèles d'asymétrie financière
Contrairement aux axes d’analyse précédents, cette dernière logique de prédation suppose que la firme prédatrice s’attaque directement aux profits de la proie. C’est Telser (1966) qui a, le premier, modélisé cette théorie en montrant la rationalité de lancer une guerre des prix passagère si cela pousse le concurrent à la faillite. Elle a, par la suite, donné lieu à de nombreuses modélisations parmi lesquelles celles de Benoît (1984), de Fudenberg & Tirole (1986) et de Bolton & Scharfstein (1990).
Ces modèles reposent sur une hypothèse implicite d’imperfection des marchés financiers dans la mesure où un marché du crédit parfait financerait tout projet dont la valeur actualisée nette est positive. Cette imperfection des marchés financiers n’a réellement été exploitée par la théorie économique qu’à partir des années 1980 à travers l’étude de marchés de crédit « imparfaits » du fait d’information différenciée entre prêteurs et emprunteurs.
Au contraire des modèles fondés sur l’imperfection de l’information, dans les modèles de prédation fondés sur une asymétrie financière, tout le monde sait qu’il est profitable de rester sur le marché. La prédation devient rationnelle dans la mesure où il existe une asymétrie financière entre une firme aux « poches profondes » pouvant se financer elle-même sur ses fonds propres et une firme qui dépend de ses créanciers pour ses investissements. Ces modèles sont particulièrement intéressants car ils mettent en lumière l’existence d’une relation principal-agent entre une firme et ses créanciers et l’impact que cela peut avoir sur la structure du marché. Par ailleurs, ils soulignent l’interaction entre structure du marché du capital et structure du marché des biens et le fait que la structure de financement affecte non seulement les coûts de financement mais également la structure du marché des biens.
La prédation est donc efficace non pas en modifiant les croyances de la firme faible concernant la demande ou les coûts de la firme dominante mais en s’attaquant à la relation d’agence entre la firme faible et ses créanciers.
Dans le modèle de Fundenberg et Tirole (1986), deux firmes sont en concurrence sur plusieurs périodes. À l’issue de la première période, les deux firmes doivent effectuer un investissement pour être présentes aux périodes suivantes. On suppose que la firme prédatrice (firme A) ne fait face à aucune contrainte financière tandis que la firme B ne dispose d’aucune richesse initiale et doit donc emprunter, à la fin de la première période, pour financer l’investissement. Comme la banque dispose de peu d’informations sur la santé financière de la firme B, l’emprunt comprend un surcoût qui s’accroît avec le montant de l’emprunt. Fundenberg et Tirole montrent alors que l’entreprise A va pratiquer un prix faible en première période de sorte que la firme B réalise peu de profits à la fin de cette période et soit dans l’obligation d’emprunter un montant élevé pour financer son investissement. Le coût de l’emprunt peut devenir si élevé que la firme B est contrainte de renoncer à investir et sort du marché.

## Droit de la concurrence

### Autorités réticentes
Les prix bas sont généralement associés à un plus grand bien-être du consommateur et de la collectivité. Il peut donc sembler surprenant que les autorités de concurrence soient concernés par des situations où une entreprise pratique des prix bas. Pourtant, comme il a été décrit ci-dessus, il peut y avoir des circonstances, certes rares, où une entreprise dominante pratique des prix bas avec un objectif anti-compétitif : forcer un rival à quitter le marché ou empêcher un concurrent potentiel d’y entrer. Le bien-être social n’est alors augmenté qu’à court terme, durant la période de prédation. Dès que la proie se retire du marché, le prédateur augmente de nouveau son prix et l’effet final de la prédation (en cas de succès) est de dégrader le bien-être social à long terme en réduisant la concurrence sur le marché. La prédation constitue donc un abus de position dominante condamné aux États-Unis sur le fondement de la section II du Sherman Act et en Europe sur la base de l’article 82 du Traité instituant la Communauté européenne.
Il est donc particulièrement complexe pour les autorités de concurrence de distinguer une situation de prix bas résultant du jeu normal de la concurrence et celle due à une stratégie de prédation. La politique des autorités antitrust en matière de prédation doit donc être particulièrement fine. En effet, si le niveau de preuve pour sanctionner une pratique de prédation est faible, les entreprises auront tendance à maintenir des prix élevés pour éviter toute sanction, ce qui pénalise le consommateur qui ne profite pas des effets positifs sur les prix de la concurrence.
La règle dite d’Areeda et Turner (1975) a longtemps servi à l’analyse de la prédation par les autorités antitrust. Selon cette règle, il y a présomption de prédation dès lors que le prix est inférieur au coût marginal de court terme que l’on peut approcher à l’aide du coût variable moyen. Cette méthode pose toutefois problème dans la mesure où les autorités de concurrence doivent avoir une connaissance parfaite de la structure de coût de la firme en cause pour pouvoir montrer que le prix de vente est inférieur au coût variable moyen. Or, les autorités doivent en général s’appuyer sur les données fournies par les entreprises elles-mêmes et ne peuvent pas seulement utiliser une approximation de ces coûts.

### Droit de la concurrence français
En droit français, les prix prédateurs font partie de la catégorie des abus de position dominante qui sont interdits par les dispositions de l'art. L. 420-2, al. 1, 1re phrase du C. com. Ils sont différenciés des prix abusivement bas (aussi appelé : « dumping interne ») qui obéissent à la même méthodologie que les prix prédateurs, mais qui ne se limitent pas aux pratiques des entreprises qui disposent d’une position dominante sur un marché (cf. art. L. 420-5, al. 1 C. com.).

### Cas européen: l’affaire Akzo

#### Déroulement des faits
L’affaire remonte au début des années 1980. Akzo, une multinationale hollandaise de l’industrie chimique, et ECS, une plus petite entreprise britannique produisaient du peroxyde de benzoyle, un composant chimique utilisé dans l'industrie des plastiques mais également comme agent de blanchiment de la farine. ECS, entré sur le marché en 1979, ne concurrençait Akzo que sur le marché britannique et dans le seul secteur, moins rémunérateur, de la minoterie.
À partir de 1983, ECS entendit pénétrer sur le marché de l’industrie plastique. Pour dissuader son concurrent de mener cette stratégie d’expansion, Akzo l’aurait attaqué sur le cœur de son activité en pratiquant des prix prédateurs sur le marché du peroxyde de benzoyle destiné à la production de farine.

#### Appréciation par les autorités de concurrence
En application de l’ancien article 86 du Traité instituant la Communauté européenne (actuel article 102 du Traité sur le Fonctionnement de l'Union Européenne), la Commission européenne a condamné Akzo pour ces pratiques, le 14 décembre 1985, à une amende de 10 millions d’ECU pour abus de position dominante sur le marché des peroxydes organiques. Saisie en appel, la Cour de justice des Communautés européennes a confirmé cette condamnation, le 3 juillet 1991, mais a développé une méthode d’identification des prix prédateurs basée sur les coûts, bien plus structurée que celle menée par la Commission.
Dans son arrêt, la Cour affirme un principe selon lequel « toute concurrence par les prix ne peut être considérée comme légitime ». Elle distingue deux niveaux de prix :
- les prix fixés en dessous du coût variable moyen sont considérés comme prédateurs ;
- les prix fixés au-dessus du coût variable moyen mais en dessous du coût total moyen sont considérés comme prédateurs uniquement lorsque la démonstration de l’intention de nuire à son concurrent est apportée.

En l’espèce, la Cour a trouvé que les prix pratiqués par Akzo sur le marché du peroxyde de benzoyle destiné aux producteurs de farine étaient supérieurs à la moyenne de ses coûts variables mais inférieurs à la moyenne de ses coûts totaux. La nature prédatrice de ces prix est alors démontrée par l’intention de nuire à ACS illustrée notamment par des documents internes et témoignages ainsi que par le fait qu’Akzo avait sélectivement baissé ses prix à l’égard des seuls clients d’ACS et non à l’égard de sa propre clientèle existante.

#### Portée
Cette affaire Akzo représente la première condamnation par les autorités de concurrence européennes de la pratique de prix prédateurs. Elle a surtout été l’occasion, pour la Cour, de détailler une méthode d’identification de telles pratiques. Connu sous le nom de test Akzo, cette méthode basée sur les coûts distingue :
- une zone « noire » : les prix fixés en dessous des coûts variables moyens sont nécessairement prédateurs.

La Cour de justice des Communautés européennes explique ainsi : « une entreprise dominante n'a en effet aucun intérêt à pratiquer de tels prix, si ce n' est celui d'éliminer ses concurrents pour pouvoir, ensuite, relever ses prix en tirant profit de sa situation monopolistique, puisque chaque vente entraîne pour elle une perte, à savoir la totalité des coûts fixes (c' est-à-dire de ceux qui restent constants quelles que soient les quantités produites), et une partie au moins des coûts variables afférents à l'unité produite ».
- une zone « grise » : les prix fixés entre les coûts variables moyens et les coûts totaux moyens ne sont prédateurs que si la preuve de l’intention de nuire à un concurrent est également apportée.

La Cour avance que « ces prix peuvent, en effet, écarter du marché, des entreprises qui sont peut-être aussi efficaces que l'entreprise dominante mais qui, en raison de leur capacité financière moindre, sont incapables de résister à la concurrence qui leur est faite ».
- une zone « blanche » : les prix fixés au-dessus des coûts totaux moyens ne doivent pas pouvoir être considérés comme prédateurs.

Malgré les critiques adressés aux méthodes d’identification des prix prédateurs basés sur les coûts, le test Akzo a été systématiquement utilisé dans les rares affaires de prédation soumises à l’appréciation des autorités de concurrence européennes. Il a notamment été réaffirmé par la Cour de justice en 1996 dans l’affaire Tetra Pak II et réutilisé, plus récemment, en 2007, par le Tribunal de Première Instance des Communautés Européennes dans l’affaire France Télécom.

### Cas américain: l’affaire Matsushita vs Zenith
L’affaire Matsushita v. Zenith, jugée par la Cour suprême des États-Unis, est considérée comme ayant eu un rôle majeur dans l’appréciation des prix prédateurs et montre l’influence des théories économiques sur les décisions de justice.
Les défendeurs sont 21 entreprises japonaises ou contrôlées par des intérêts japonais aux États-Unis (les sept principales sont Matsushita, Toshiba, Hitachi, Sharp, Sanyo, Sony, et Mitsubishi) qui fabriquent ou vendent des appareils électriques. Les demandeurs sont la National Union Electric Corporation (NUEC) et la Zenith Radio Corporation qui fabriquent ou vendent des télévisions.
La plainte porte sur $1.8 milliard environ de dommages et intérêts (soit le triple du dommage réellement subi), en réparation du préjudice résultant de l’entente et des prix prédateur qui auraient été menés pendant plus de 20 ans par les défendeurs en violation de l'article 1 et 2 du Sherman Act, de l’article 2(a) du Robinson-Patman Act (en) et de l'article 73 du Wilson Tariff Act (en).
En raison de l’insuffisance d'éléments prouvant la fixation de prix prédateurs, la plainte a été rejetée en référé par la Cour suprême.

#### Historique de l’affaire
- 1963(~73) : Le cartel d’exportation des entreprises japonaises est formé par la direction du ministère du commerce extérieur et de l'industrie (aujourd’hui, ministère de l'économie, du commerce extérieur et de l'industrie) qui s’inquiétait des frictions commerciales entre les États-Unis et le Japon. Au même moment, le système du prix de référence est adopté pour fixer le prix minimum d’exportation.
- 1970 : NUEC entame une procédure judiciaire contre les entreprises japonaises mentionnées précédemment.
- 1974 : Zenith intente également une procédure contre les mêmes entreprises japonaises et les deux plaintes sont liées.

#### Fondements des plaintes
Les deux entreprises américaines subissent des dommages et le marché américain serait menacé de subir des dommages futurs résultant de l’augmentation des prix du fait de l’emploi d’une stratégie de prix prédateur par les entreprises japonaises. Ces dernières appliqueraient sur leur marché national un prix monopolistique résultant de leur entente et mettraient en place un prix prédateur sur le marché américain en subissant des pertes compensée par les profits monopolistiques retirés sur le marché japonais depuis 1953.
- 1981 : Une Cour de district fédérale rend une décision de référé en faveur des défendeurs. La motivation de ce jugement reconnaît que certaines preuves indiquent l'existence d’une entente mais qu’elles ne démontrent pas la réalité des dommages subis par les demandeurs mais plutôt un nouveau mécanisme de juste fixation des prix. De plus, la cour souligne que les demandeurs n’ont pas pu fournir de preuve contredisant l’argument des défendeurs selon lequel le prix était fixé à un niveau bas correspondant au jeu normal de la concurrence.
- 1983 : Une Cour d’appel fédérale rend une décision en faveur des demandeurs. Elle avance que puisqu’il y avait des preuves de l'entente entre les entreprises japonaises, le raisonnement des demandeurs était acceptable. Les défendeurs portent alors le cas devant la Cour suprême.
- 1986 : La Cour suprême rend finalement une décision en faveur des défendeurs et le cas est renvoyé devant une cour d’appel par 5 opinions contre 4. Les demandeurs n’ayant pas pu présenter de preuves venant renverser le jugement de la Cour suprême, la Cour d’appel a ensuite rendu un jugement en faveur des défendeurs.
- 1987 : La demande de renvoi des demandeurs est déboutée par la Cour suprême et le jugement devient définitif[28],[30].

#### Portée
Les différentes décisions de justice évoquées montrent les difficultés à prouver l’existence d’une stratégie de prix prédateur. Le raisonnement de la Cour suprême est le suivant : une entreprise fixant des prix bas ne doit pas être trop aisément condamnée comme menant une stratégie de prix prédateurs parce qu’il est très difficile qu’une telle stratégie réussisse. De plus, maintenir une position monopolistique suffisamment longtemps pour récupérer les pertes induites par le prix prédateur est impossible, encore plus dans une situation dans laquelle d'autres acteurs économiques peuvent faire échouer la pratique des prix prédateurs.